# زینفندل
زینفَندل (به انگلیسی: Zinfandel) یکی از گونه‌های انگور قرمز است که برای شراب‌سازی کاربرد دارد.
از این انگور، در کالیفرنیای آمریکا شرابی به همین نام تولید می‌شود که طعمی میوه‌ای، بافتی پرمایه و الکلی بالا دارد. ریشه نام زینفندل معلوم نیست.